# Mercadotecnia en motores de búsqueda
La mercadotecnia en buscadores web o marketing en buscadores (SEM por las siglas del inglés Search Engine Marketing) es una forma de mercadotecnia en Internet que consiste en aumentar la visibilidad y posicionamiento de un negocio o página web en las páginas de resultados de los motores de búsqueda (SERP). Son métodos SEM la publicidad de pago-por-clic mediante de anuncios en buscadores (como Google o Bing), y el posicionamiento en motores de búsqueda (SEO, por las siglas del inglés Search Engine Optimization). En contextos especializados es frecuente usar "SEM" para referirse solo al primero de esos dos métodos. Según la revista Merca2.0, el SEM: 'se refiere a la posibilidad de crear campañas de anuncios por clic en internet a través de los buscadores más comunes, como Yahoo o Google'.

## Descripción de mercadeo virtual
La mercadotecnia virtual o digital es el enfoque de las estrategias de mercadeo real al mundo del Internet y a todas sus aplicaciones, como son redes sociales, páginas Web o mensajería electrónica.
Mercadotecnia virtual es el nombre que reciben las estrategias de mercadotecnia y mercadotecnia directa aplicadas a Internet como medio de comunicación y ventas que es. Internet tiene la particularidad de ser un medio global, en principio sin fronteras, y con un mercado potencial que comprende a todo ser humano o empresa que tenga un ordenador, un módem y una línea telefónica. Las técnicas y experiencias propias de la mercadotecnia directa (mailings, telemercadotecnia, televenta, venta por correo, etc.), son aplicables a Internet teniendo en cuenta las variaciones estratégicas propias de la Red.
De esta manera, la mercadotecnia virtual se desarrolla haciendo la combinación de todas las herramientas que hay gratis y de pago en Internet para dar a conocer un producto o servicio.

## Optimización para el posicionamiento en los motores de búsqueda
El posicionamiento en motores de búsqueda (SEO, por las siglas del inglés Search Engine Optimization) es la gestión de optimizar las páginas Web para aparecer en los primeros lugares de los buscadores. Con esta optimización se pretende tener una página visible a los buscadores y que los posibles clientes, usuarios o seguidores de una página, la puedan encontrar con facilidad. La diferencia entre SEO y SEM recae en que la primera estrategia solo se basa en resultados orgánicos y la segunda tiene un pago de por medio a los motores de búsqueda.
Cabe distinguir dos áreas principales en el conjunto de técnicas SEO: el SEO técnico (on page) y el SEO off page. Algunos aspectos a tener en cuenta en el SEO onpage son:
- Utilizar keywords en los títulos.
- Títulos de página que empiezan con la palabra clave deseada. 
- Uso de las keywords en la metadescripción y en los titulares.
- Mantener actualizada la web.
- Contar con un SSL certificado.
- Incluir política de privacidad (importante para hacer una campaña SEM en Google).
En cuanto al SEO off page hay que tener en cuenta:
- Linkbuilding: comprende la creación y control de enlaces salientes y entrantes a la web, así como la revisión de enlaces rotos. Es importante mencionar que cuantos más dominios apunten a tu web, más favorecerá a tu posicionamiento. También interfiere la antigüedad del dominio de la web (cuando más antiguo, más fuertes serán sus links)
- Anchor text: Enlace externo en forma de keyword de modo que al clickar se redirige al usuario a un portal web.

## Publicidad en buscadores
Los principales buscadores ofrecen a las empresas la posibilidad de mostrar sus anuncios en los resultados de búsqueda. Google AdWords  (ahora Google Ads) y Bing Ads son las aplicaciones de SEM más extendidas.
El PPC (pay per click, por sus siglas en inglés) es la forma como los buscadores generalmente cobran a las empresas cuando hacen uso de este servicio. Google, por su parte, posiciona o muestra en las primeras cuatro posiciones del resultado de la búsqueda y en las dos últimas, a las empresas que se inscriben para utilizar el servicio de Google Ads - PPC. El costo por clic depende del mercado, de la competencia, y el costo máximo que el usuario está dispuesto a pagar, entre otros factores que AdWords analiza para generar este cobro.

## Ventajas del uso de la estrategia SEM en combinación con SEO
La estrategia de marketing SEM (Search Engine Marketing) permite obtener resultados de forma mucho más rápida que el SEO (Search Engine Optimization), que requiere de meses de trabajo y optimización. De este modo, al mismo tiempo que se trabaja el SEO para mejorar la calidad del contenido, diseño y estructura de una web, se pueden realizar campañas SEM que permiten obtener tráfico y potenciales clientes de forma casi inmediata.